# فورد مدل بی (۱۹۳۲)
فورد مدل بی (۱۹۳۲) (Ford Model B (۱۹۳۲)) خودرویی است که در سال‌های ۱۹۳۲ تا ۱۹۳۴ ۴٬۳۲۰٬۴۴۶ تولید شده‌است.

## نگارخانه

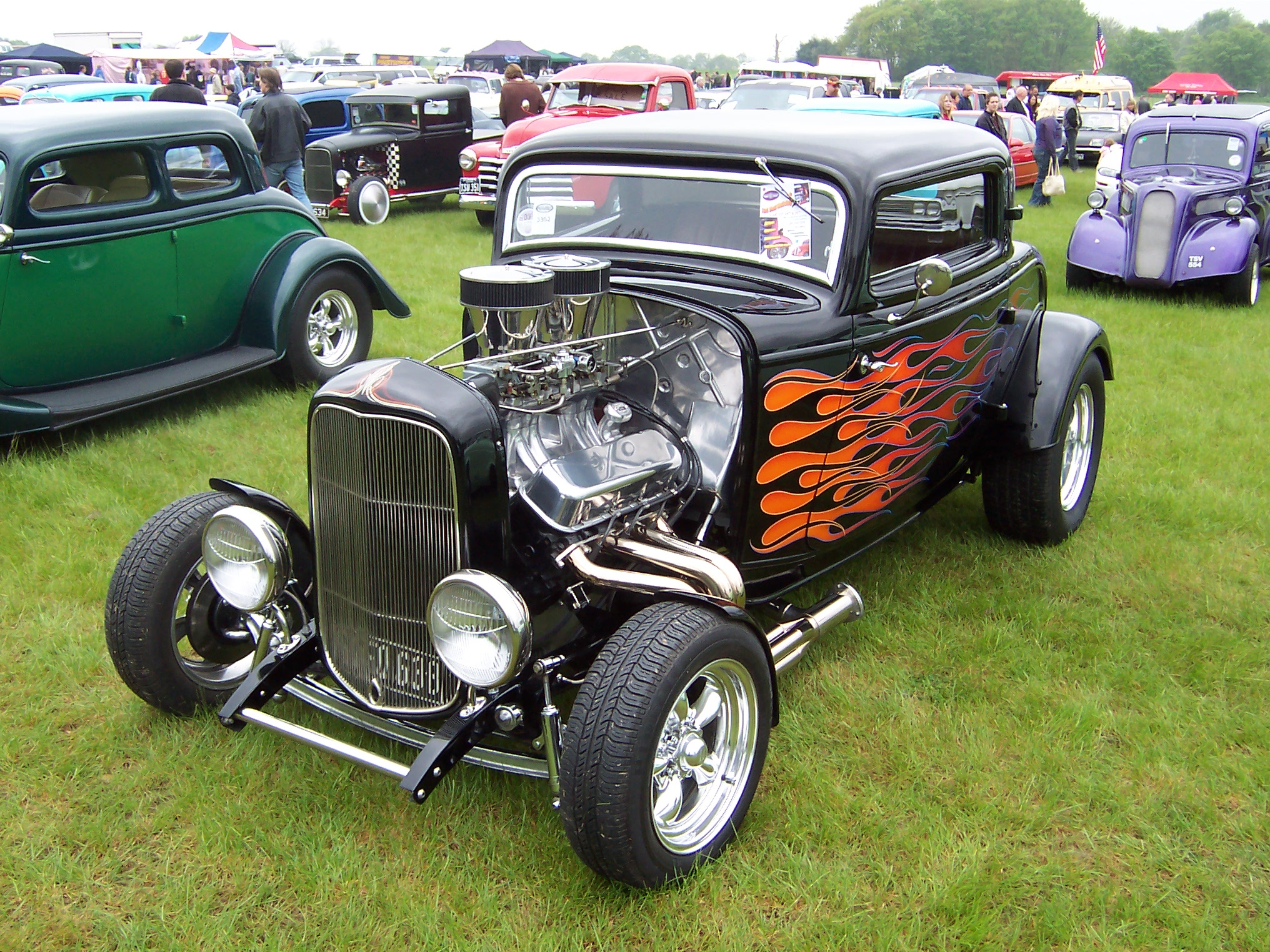
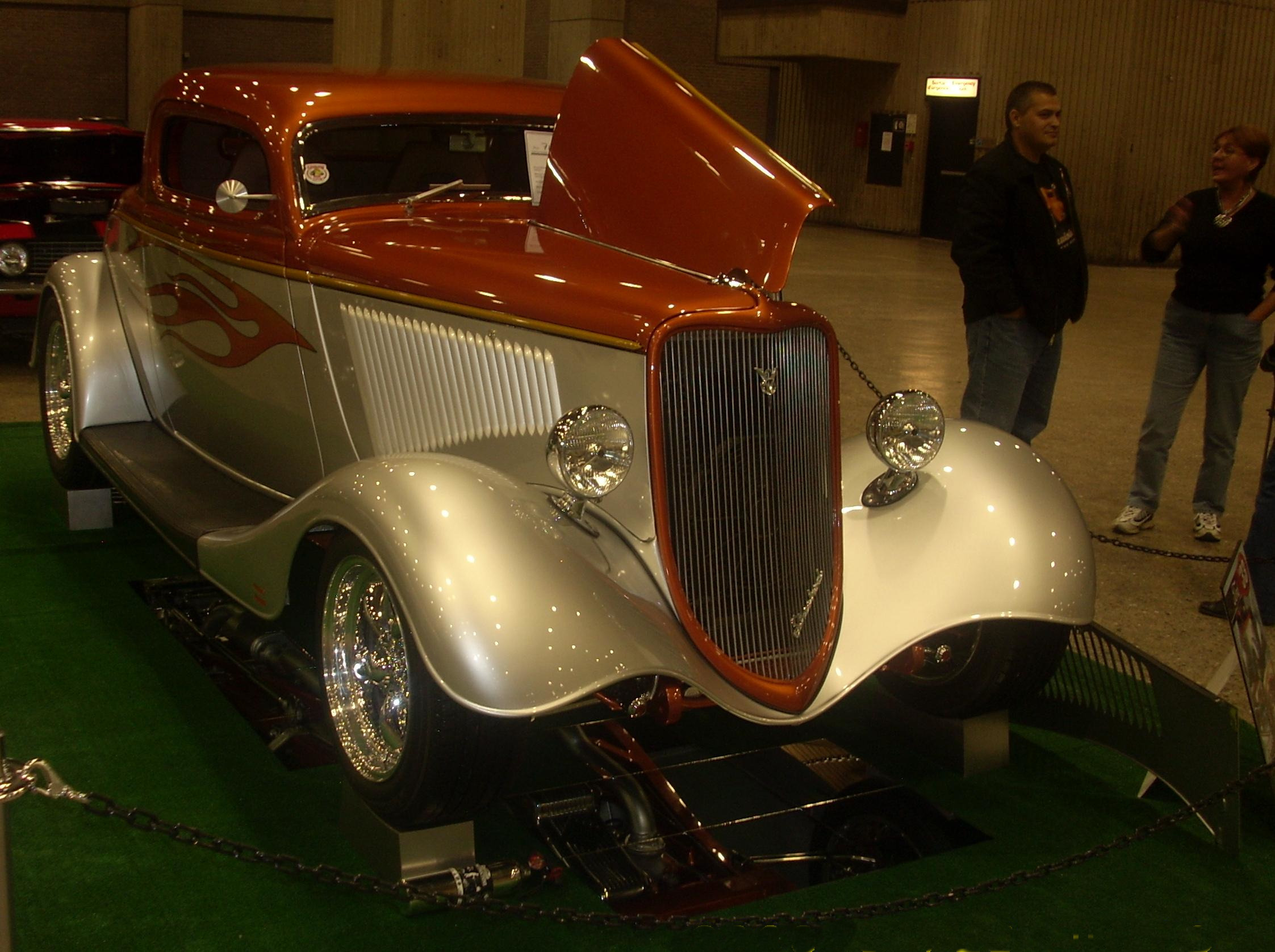
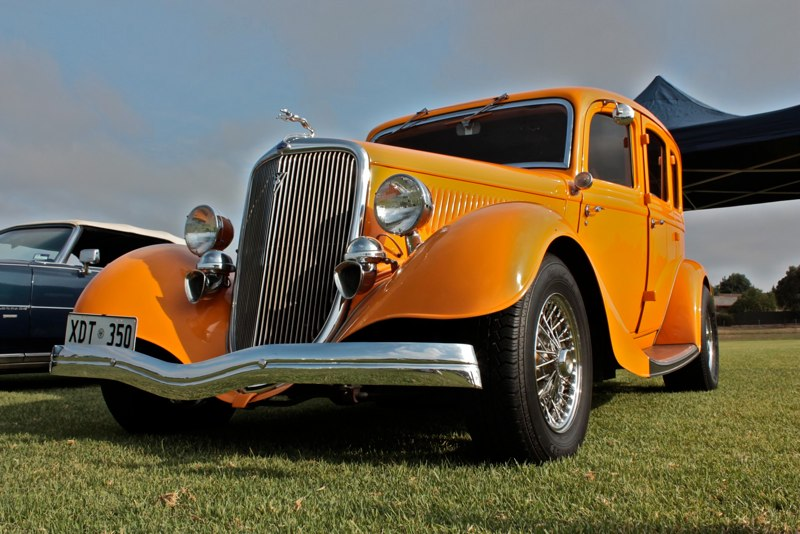
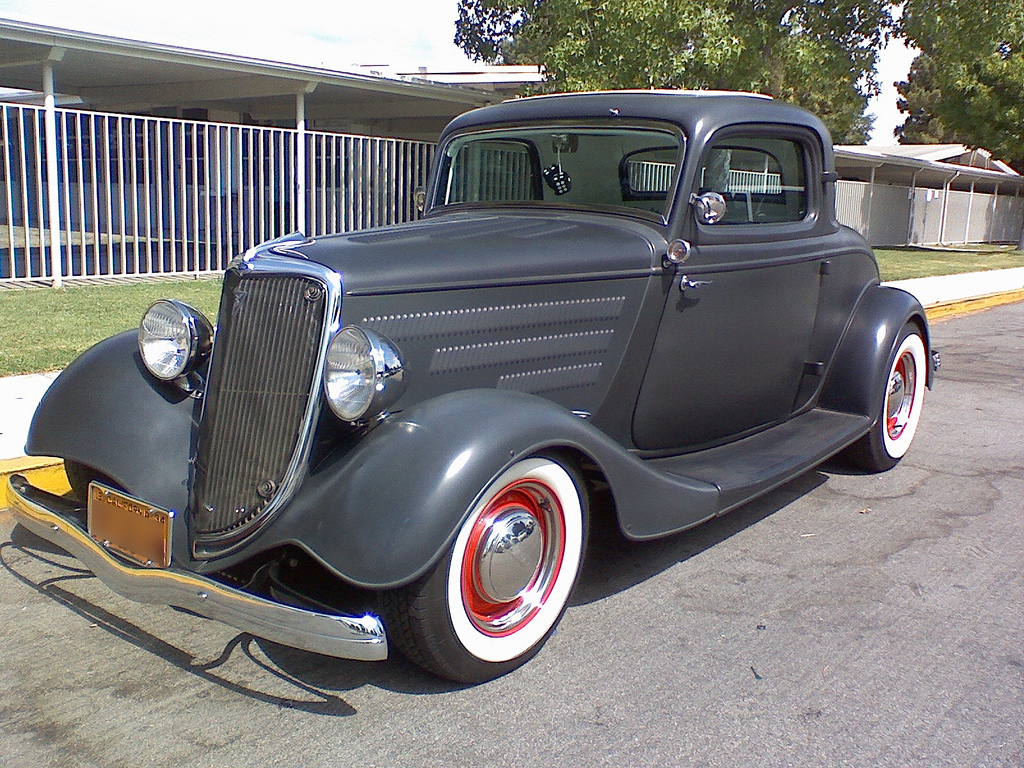
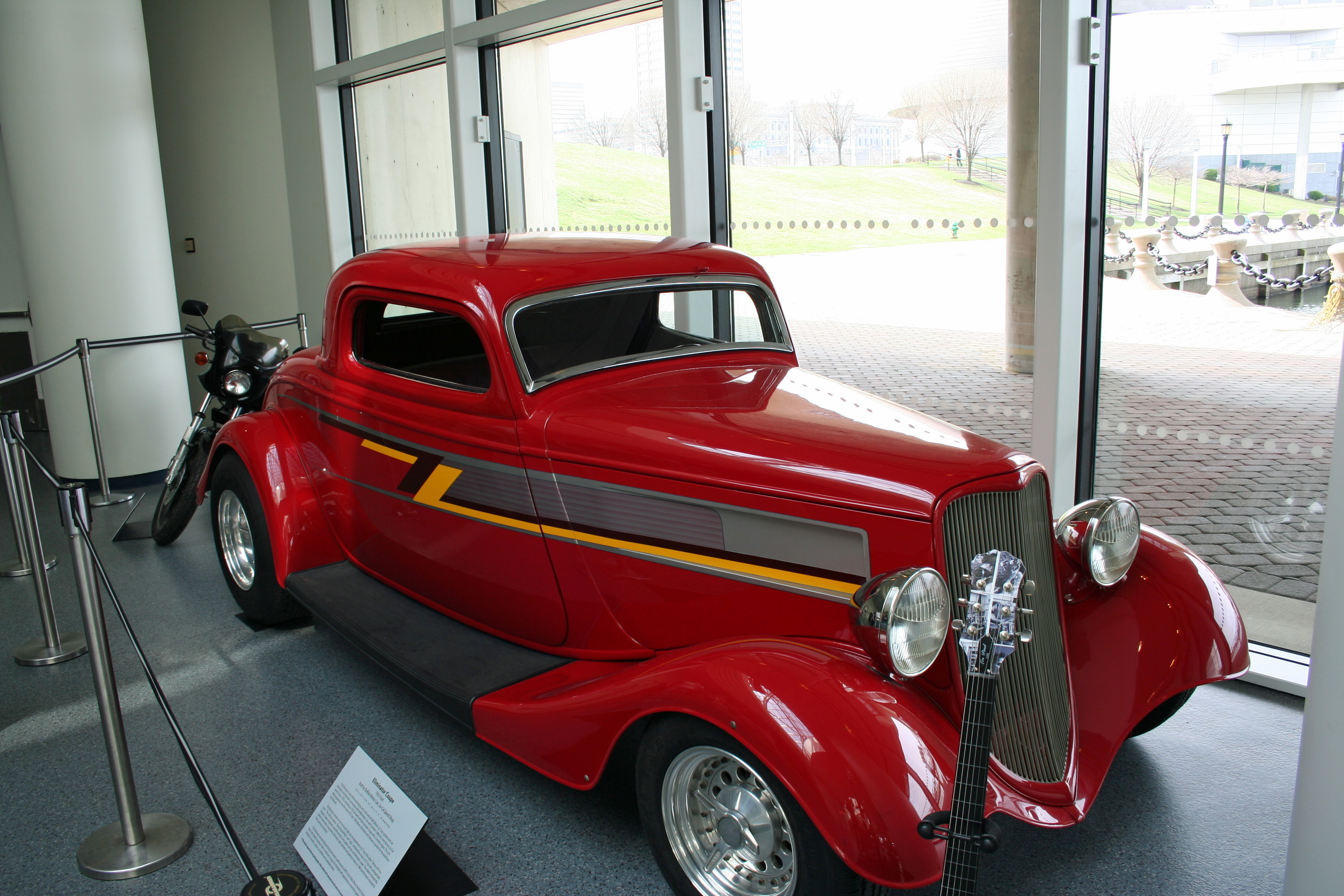